# Walter Basset
Georg Wilhelm Walter Basset (Beverstedt, 9 juli 1883 - Hannover, 11 september 1964) was een Duits officier en Generalmajor der Polizei tijdens de Tweede Wereldoorlog. 

## Leven
Op 9 juli 1883 werd Georg Basset geboren in Beverstedt. In 1903 meldde hij zich aan in het Saksische leger. Hij werd geplaatst in het 10. Königlich Sächsisches Infanterie-Regiment Nr. 134. Op 24 juni 1903 werd Basset bevorderd tot Fähnrich (Vaandrig). Hierna volgde nog meerdere bevorderingen (zie carrière). Op 14 augustus 1913 werd Basset benoemd tot adjudant in de Landwehr Inspektion Dresden. In december 1914 werd hij bevorderd tot Hauptmann (Kapitein). In 1916 werd Basset benoemd tot adjudant in het 192e Infanterie Brigade. 

### Interbellum
Na de oorlog ging hij werken voor de Sicherungspolizei, en werd als Polizeihauptmann (Kapitein in de politie) ingeschaald. In 1920 werd Basset officieel ontslagen uit het Heer, en kreeg het Charakter van Major a.D. (Eretitel van Majoor B.d.) mee. Na zijn ontslag uit de Heer, ging hij als Polizeihauptmann werken in het hoofdbureau van politie in Dresden. En werd daar op 1 december 1927 bevorderd tot Polizeimajor (Majoor in de politie). Hierna volgde nog meerdere bevorderingen. In 1936 werd Basset benoemd tot Kommandeur der Schutzpolizei (KdS) in Dresden. Op 1 mei 1937 werd hij lid van de Nationaalsocialistische Duitse Arbeiderspartij (NSDAP). In december 1937 volgde hij de 9e luchtbeschermingsleergang in de leerstaf van de luchtbescherming in Berlin-Schöneberg. Hierna volgde zijn benoeming tot Inspecteur der Ordnungspolizei (IdO) van het Wehrkreis II in Stettin. Op 1 november 1937 werd Basset benoemd tot Kommandeur der Schutzpolizei (KdS) Leipzig.

### Tweede Wereldoorlog
Vanaf 15 februari 1941 tot 10 mei 1943 was hij ingezet als Inspekteur der Ordnungspolizei (IdS) in het Wehrkreis XI in Hannover. Op 20 april 1942 volgde zijn bevordering tot Charakter van Generalmajor der Polizei (Eretitel Brigadegeneraal in de politie). Later van dat jaar werd zijn rang definitief vastgesteld. Op 31 december 1942 ging Basset met pensioen. Maar vanaf 1 januari tot maart 1943 werd hij weer opgeroepen in de actieve dienst opgenomen, over zijn functie is niets bekend.

## Na de oorlog
Over het verdere verloop van zijn leven is niets bekend. Op 11 september 1964 stierf Basset in Hannover.

## Carrière
Basset bekleedde verschillende rangen in zowel de Saksische leger als Politie. De volgende tabel laat zien dat de bevorderingen niet synchroon liepen.
| Datums                                                                       | Saksische leger | Reichswehr               | Politie                                |
| ---------------------------------------------------------------------------- | --------------- | ------------------------ | -------------------------------------- |
| 24 juni 1903                                                                 | Fähnrich        | —                        | —                                      |
| 23 april 1904                                                                | Leutnant        | —                        | —                                      |
| 17 februari 1913                                                             | Oberleutnant    | —                        | —                                      |
| 8 december 1914                                                              | Hauptmann       | —                        | —                                      |
| 16 november 1920                                                             | —               | Charakter van Major a.D. | —                                      |
| 1920                                                                         | —               | —                        | Polizeihauptmann                       |
| 1 december 1927                                                              | —               | —                        | Polizeimajor                           |
| 1934                                                                         | —               | —                        | Polizeioberstleutnant                  |
| 30 januari 1936                                                              | —               | —                        | Oberst der Schutzpolizei               |
| 20 april 1942                                                                | —               | —                        | Charakter van Generalmajor der Polizei |
| 18 augustus 1942 (met ingang vanaf 1 augustus 1942 en RDA vanaf 1 juni 1942) | —               | —                        | Generalmajor der Polizei               |

## Lidmaatschapsnummers
- NSDAP-nr.: 4313294 (lid geworden 1 mei 1937[1])

## Onderscheidingen
- Erekruis voor Frontstrijders in de Wereldoorlog[1]
- Dienstonderscheiding van de Politie in goud (25 dienstjaren)[1]